# جيسي دوغلاس
جيسي دوغلاس  (بالإنجليزية: Jesse Douglas)‏ هو عالم رياضيات ولد في 3 يوليو 1897 في نيويورك (مدينة), نيويورك (ولاية), الولايات المتحدة وتوفي في 7 سبتمبر 1965 (68 سنة)

، اشتهر بعمله على حساب التغيرات حائز على جائزة وسام فيلدز.

## وصلات خارجية
- جيسي دوغلاس على موقع الموسوعة البريطانية (الإنجليزية)
- الموقع الرسمي لجائزة وسام فيلدز